# Característiques del sexe
En dret, les característiques del sexe es refereixen a un atribut definit per protegir les persones contra la discriminació a causa de les seves característiques sexuals. L'atribut de les característiques del sexe es va definir per primera vegada a la legislació de la República de Malta el 2015. El terme legal ha estat adoptat des de llavors per les institucions de les Nacions Unides, Europa i l'Àsia-Pacífic i en una actualització dels principis de Yogyakarta de 2017 sobre l'aplicació de les normes internacionals de drets humans en relació amb l'orientació sexual, la identitat de gènere, l'expressió de gènere i les característiques del sexe.